# 卡图日
卡图日是巴西米纳斯吉拉斯州的一个市镇。总面积421.016平方公里，总人口6597人，人口密度15.7人/平方公里。